# 大理总管
大理總管是指元朝時管治大理的總管，第一位總管是天定贤王段兴智，最後一位總管是段世。
1253年蒙古征讨大理国，忽必烈率大军从西部取道白兰渡金沙江攻入云南，大理国灭亡。並设“大理总管”管辖大理国故土。

## 大理總管列表
| 姓名             | 世系     | 在位時間      |
| ---------------- | -------- | ------------- |
| 段兴智           | 段祥兴子 | 1254年─1261年 |
| 段实（段信苴日） | 段兴智弟 | 1261年─1282年 |
| 段忠（段信苴忠） | 段实弟   | 1282年─1283年 |
| 段庆（段信苴庆） | 段实子   | 1284年─1307年 |
| 段正（段信苴正） | 段忠子   | 1307年─1317年 |
| 段隆（段信苴隆） | 段正子   | 1317年─1328年 |
| 段俊（段信苴俊） | 段隆子   | 1328年─1332年 |
| 段义（段信苴义） | 段俊弟   | 1333年─1334年 |
| 段光（段信苴光） | 段隆子   | 1334年─1344年 |
| 段功（段信苴功） | 段光弟   | 1344年─1364年 |
| 段寶（段信苴宝） | 段功子   | 1364年─1381年 |
| 段明（段信苴明） | 段宝子   | 1381年        |
| 段世（段信苴世） | 段宝弟   | 1381年─1382年 |

信苴：信在白语里为总管或主宰者之意，亦有王、君主之意。苴为白语土俗借音字，为汉字“首”之讹，白语古音大略为“So”，意为“子、后人、后世子孙、裔”。信苴这个冠称自大理国灭亡之后，自第二任大理总管段实开始使用（第一任大理总管段兴智为大理国最后一任君主天定贤王，所以无此冠称），其用意为向后世标明自身身份，即大理国王世子。